# Dřevěnice
Dřevěnice (en allemand : Drewienitz) est une commune du district de Jičín, dans la région de Hradec Králové, en République tchèque. Sa population s'élevait à 266 habitants en 2022.

## Géographie
Dřevěnice se trouve à 7 km au sud-ouest de Nová Paka, à 7 km à l'est-nord-est de Jičín, à 39 km au nord-ouest de Hradec Králové et à 84 km au nord-est de Prague.
La commune est limitée par Radim à l'ouest et au nord-ouest, par Úbislavice au nord-est, par Lužany au sud-est, et par Úlibice au sud.

## Histoire
La première mention écrite de la localité date de 1387.

## Administration
La commune se compose de deux sections :
- Dřevěnice
- Dolánky

## Galerie

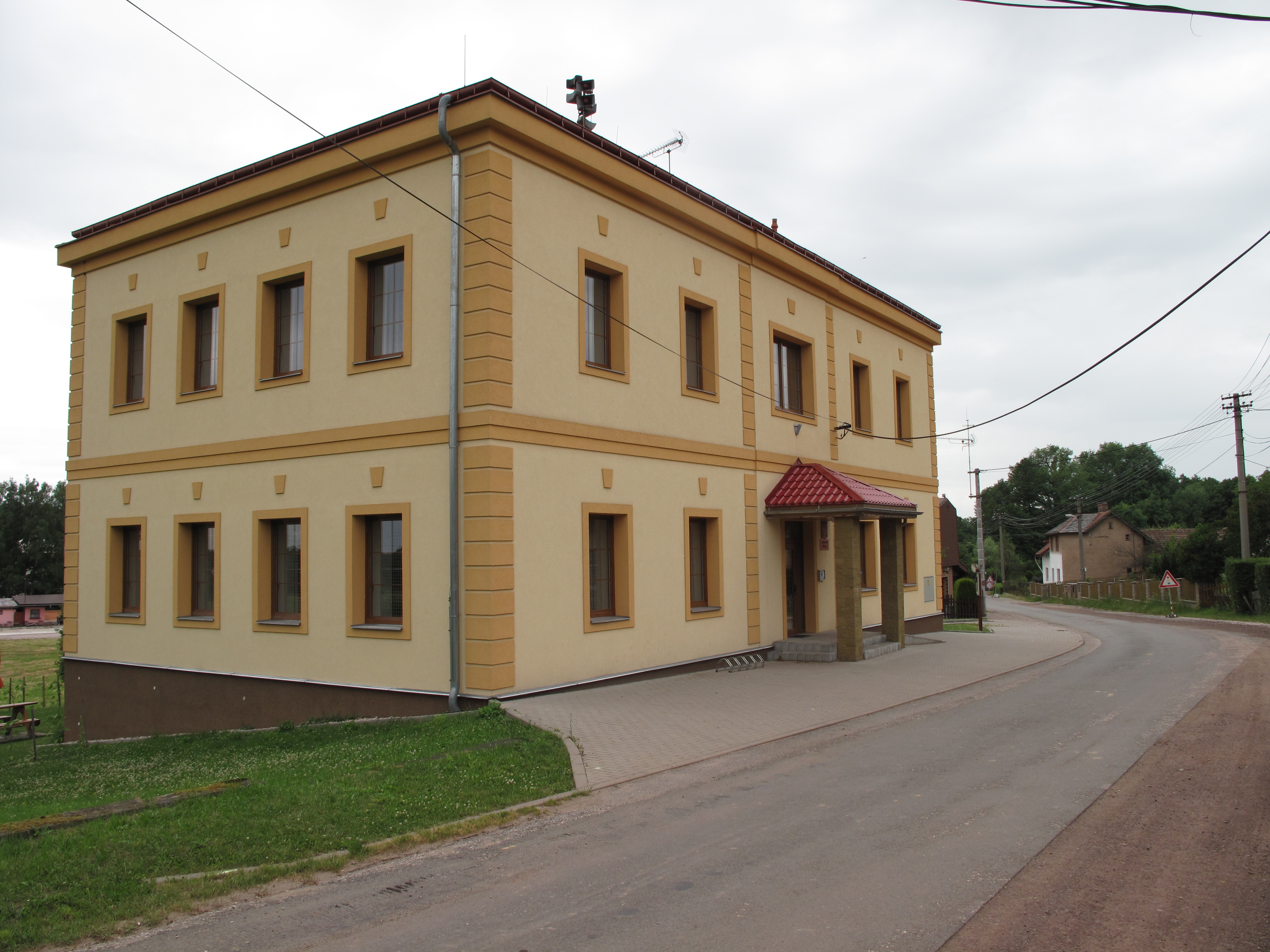
Dřevěnice :la mairie.
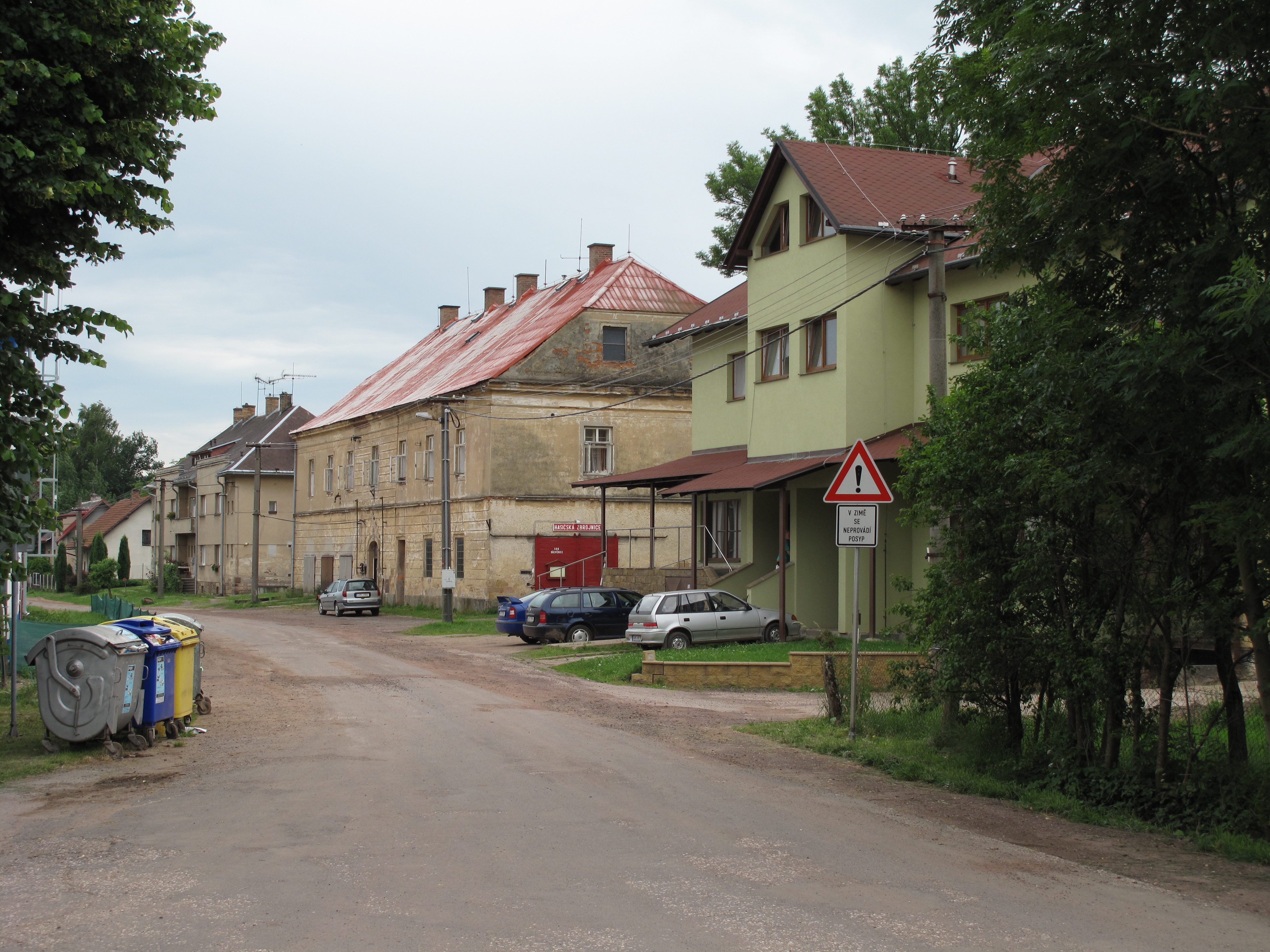
Rue de Dřevěnice.

## Transports
Par la route, Dřevěnice se trouve à 8 km de Jičín, à 45 km de Hradec Králové et à 80 km de Prague. 